# Organizarea administrativă a Țării Galilor
Din punct de vedere administrativ Țara Galilor a fost divizată în 22 comitate în 1996. Există 9 comitate, 3 orașe cu rang de comitat și 10 comitate metropolitane, dar toate au puteri egale. Acestea sunt autorități unitare responsabile cu totalitatea serviciilor locale, inclusiv educația, securitatea socială, mediul și infrastructura. Sub acest nivel există consilii ale comunităților, cu puteri similare cu ale parohiilor civile engleze.
Regina este reprezentată de un Lord Locotenent în opt regiuni ale Țării Galilor, care sunt combinații de comitate. Cele 13 comitate tradiționale ale Țării Galilor sunt de asemenea utilizate ca zone geografice.
Statutul de oraș (city) în Regatul Unit e determinat prin decizii ale Reginei. În Țara Galilor sunt cinci astfel de orașe:
- Bangor
- Cardiff
- Newport
- St Davids
- Swansea

| Orașele sunt marcate cu *, comitatele metropolitane sunt marcate cu †. Numele în galeză sunt indicate în paranteze acolo unde sunt diferite de numele în engleză. 1. Merthyr Tydfil (Merthyr Tudful) † 2. Caerphilly (Caerffili) † 3. Blaenau Gwent † 4. Torfaen † 5. Monmouthshire (Sir Fynwy) 6. Newport (Casnewydd) * 7. Cardiff (Caerdydd) * 8. Vale of Glamorgan (Bro Morgannwg) † 9. Bridgend (Pen-y-bont ar Ogwr) † 10. Rhondda Cynon Taf † 11. Neath Port Talbot (Castell-nedd Port Talbot) † 12. Swansea (Abertawe) * 13. Carmarthenshire (Sir Gaerfyrddin) 14. Ceredigion 15. Powys 16. Wrexham (Wrecsam) † 17. Flintshire (Sir y Fflint) 18. Denbighshire (Sir Ddinbych) 19. Conwy † 20. Gwynedd 21. Isle of Anglesey (Ynys Môn) 22. Pembrokeshire (Sir Benfro) |